# Kamienica Pod Zimnym Kamieniem we Wrocławiu
Kamienica Pod Zimnym Kamieniem – zabytkowa kamienica narożna na wrocławskim Rynku, w północnej pierzei tretu tzw. stronie rymarzy lub stronie złotników. 
Swoją nazwę kamienica zawdzięcza budynkowi, który w XIV wieku znajdował się obok północno-wschodniego naroża bloku śródrynkowego, naprzeciwko wejścia do kamienicy nr 24. Budynek o konstrukcji szkieletowej i wymiarach 8,2 x 9,6 metrów, był wymieniany w źródłach pochodzących z lat 1408 i 1516 jako buda zwana Zimnym Kamieniem.    

## Historia kamienicy

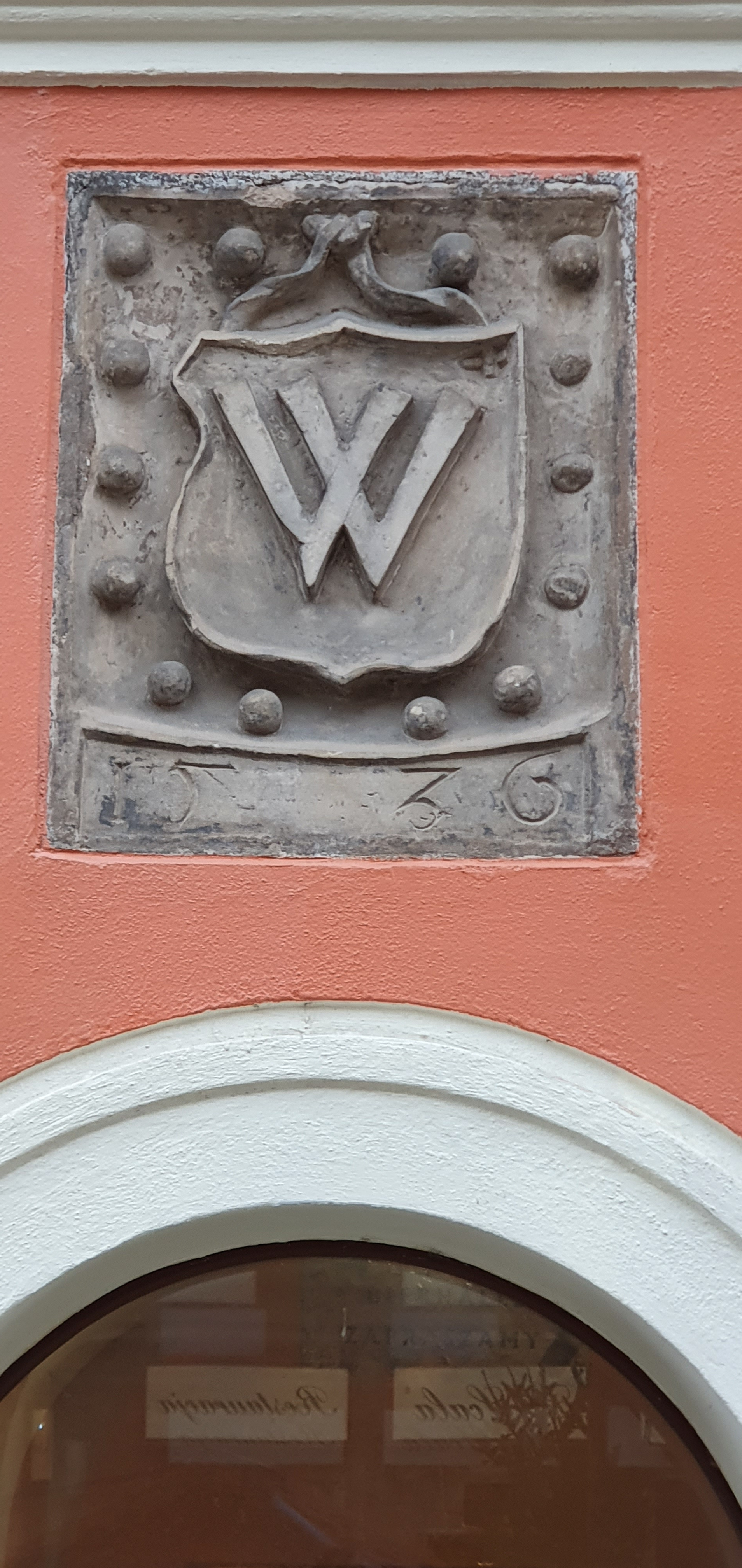
Renesansowy kartusz z literą "W" i data "1536"

Większość kamienic znajdujących się w północnej pierzei tretu ma rodowód sięgający XV–XVII. Pierwotnie były to parterowe drewniane kramy, a następnie piętrowe murowane pomieszczenia mieszkalne przylegające do dwukondygnacyjnej murowanej ściany północnej smatruza. Z biegiem kolejnych lat pomieszczenia przekształcono w wielopiętrowe kamienice. Linia zabudowy kramów murowanych na działkach od numeru 17-23 znajdowała się ponad sześć metrów przed smatruzem. Po 1824 roku, kiedy to zlikwidowano smatruzy, właściciele kamienic z tej strony wykupili od miasta za kwotę 21 000 talarów, jej tereny i przedłużyli swoje budynki na południe. Zachowane z tego okresu zabudowania mają cechy architektury późnoklasycystycznej. 
Pierwszy murowany budynek na działce nr 24 pochodzi z okresu gotyckiego. Z tego okresu zachowały się mury zasypanej obecnie piwnicy o długości 2,75 metrów, dobudowanej do jeszcze wcześniejszej piwnicy należącej do kamienicy Pod Złotym Kapeluszem. Nad tą piwnicą wznosiła się przynajmniej jedna kondygnacja budynku. W części wschodniej zachowała się druga piwnica, również obecnie zasypana, pochodząca z okresu renesansu o wymiarach 2,75 m długości. Piwnica była wysunięta przed fasadę kamienicy i dostawiona do gotyckiej.  
Obecna kamienica narożna o szerokości elewacji 5,5 metrów w części północnej oraz 16.7 metra w części wschodniej, pochodzi we fragmentach z trzeciej ćwierci XVI wieku. W części południowej znajdowały się dwa przejścia do Smatruza. W narożu budynku został wbudowany ogromny wspornik. W 1700 fasada budynku otrzymała barokowy wygląd; kolejna przebudowa miała miejsce w 1825 roku. Czterokondygnacyjna kamienica, od strony północnej miała dwie osie okienne. Elewacje zakończona była szczytem w formie aediculi z trójkątnym tympanonem otoczonym wolutami. Od strony wschodnie fasada podzielona jest na siedem osi: w zwieńczeniu trzeciej i czwartej osi umieszczono taki sam uproszczony szczyt co od strony wschodniej. W trzeciej osi, na parterze znajduje się wejście do budynku.

## Po 1945
Działania wojenne podczas II wojny światowej częściowo zniszczyły pierzeję północną. Jej odbudowa została opracowana w 1954 roku przez profesora Edmunda Małachowicza w Pracowni Konserwacji Zabytków przy udziale prof. Stanisława Koziczuka, Jadwigi Hawrylak i Stefana Janusza Müllera. 
Kamienica Pod Zimnym Kamieniem została odbudowana wraz z sąsiednimi budynkami nr 23 i nr 25-26, za sprawą oddzielnie rozpisanego konkursu projektowego, który wygrali architekci Włodzimierz Czerechowski, Ryszard Jędrak i Ryszard Natusiewicz. Projekt odbudowy budynku zakładał dostosowanie go na potrzeby Domu Związków Twórczych i siedzibę Związku Literatów Polskich, Związku Polskich Artystów Plastyków i Stowarzyszenia Architektów Polskich. Dwie kamienice mieszczące się na posesjach 23 i 24 miały znaczenie zabytkowe i zachowane mury. Budynki nr 25-26 pochodzące z XIX wieku były całkowicie wypalone z zachowaną konstrukcją. Zgodnie z projektem kamienice te obniżono o jedną kondygnację i połączona z budynkami 23 i 24 oraz zachowano w parterze przejście do wnętrza tretu. Szczyt kamienica Pod Zimnym Kamieniem od strony północnej został uproszczony, zlikwidowano również barokowe ozdoby. Nad wejściem do budynku umieszczono renesansowy kartusz z literą "W" i data "1536". Kartusz przed 1935 rokiem znajdował się nad wejściem do Przejścia Garncarskiego, od strony wewnętrznej. Po modernizacji kamienicy przez niemieckiego architekta Rudolfa Steina została przeniesiona na frontową elewację kamienicy nr 24.
Od lat 60. XX wieku w budynku znajdował się Klubu Związków Twórczych. Obecnie w kamienicy znajduje się restauracja "Bierhalle".